# Cees Jan Diepeveen
Cees Jan Diepeveen (Amsterdam, 24 juli 1956) is een Nederlandse hockeyer. Hij speelde 286 interlands (zestien doelpunten) voor de Nederlandse hockeyploeg, en was met dat aantal jarenlang recordhouder, totdat hij in december 1998 werd afgelost door Jacques Brinkman. Hij nam driemaal deel aan de Olympische Spelen en won hierbij in totaal één medaille.
De gedreven verdediger/middenvelder van HC Bloemendaal maakte zijn debuut voor de nationale ploeg in 1978, op 19 augustus in de oefeninterland in en tegen Engeland (1-4). Diepeveen nam deel aan drie Olympische Spelen: Los Angeles 1984, Seoel 1988 en Barcelona 1992. Bij dat laatste toernooi, waar Nederland als vierde eindigde, nam hij afscheid als speler. Later keerde hij terug in het hockey, onder meer als trainer-coach van de vrouwen van Bloemendaal.
Peter van Asbeck · 
Ewout van Asbeck · 
Lex Bos · 
Roderik Bouwman · 
Cees Jan Diepeveen · 
Theodoor Doyer · 
Maarten van Grimbergen · 
Arno den Hartog · 
Tom van 't Hek · 
Pierre Hermans · 
René Klaassen · 
Hans Kruize · 
Jan Hidde Kruize · 
Ties Kruize · 
Eric Pierik · 
Ron Steens ·
Coach: Wim van Heumen
Marc Benninga · 
Floris Jan Bovelander · 
Jacques Brinkman · 
Maurits Crucq · 
Marc Delissen · 
Cees Jan Diepeveen · 
Patrick Faber · 
Taco van den Honert · 
Ronald Jansen · 
René Klaassen · 
Hendrik Jan Kooijman · 
Jan Hidde Kruize · 
Frank Leistra · 
Erik Parlevliet · 
Gert Jan Schlatmann · 
Tim Steens ·
Coach: Hans Jorritsma
Floris Jan Bovelander · 
Jacques Brinkman · 
Marc Delissen · 
Cees Jan Diepeveen · 
Pieter van Ede · 
Maarten van Grimbergen · 
Taco van den Honert · 
Leo Klein Gebbink · 
Hendrik Jan Kooijman · 
Harrie Kwinten · 
Frank Leistra · 
Bart Looije · 
Wouter van Pelt · 
Bastiaan Poortenaar · 
Stephan Veen · 
Gijs Weterings ·
Coach: Hans Jorritsma